# 安贵荣
安貴榮（？—1513年），彜族名布局直罢（bu21 ndʑu33 dʐʅ21 bɑ31），水西土司、明朝貴州宣慰使。
安貴榮是前任土司安觀之子。成化十年（1474年），安觀因年老退位，由他繼任土司，為貴州宣慰使。成化十五年（1479年），西堡獅子孔苗叛，巡撫陳儼、總兵吳經率兵進剿。安貴榮與安觀率領水西土兵二萬人，自備資糧，攻剋白石崖。吳經趁勝追擊，遂平定叛亂。陳儼呈奏安貴榮、安觀的戰功。先前水西安氏世居水西，管苗民四十八族；水東宋氏世居貴州城側，管水東、貴竹等十長官司，皆設治所於貴州城內，銜列左右。而安氏掌管宣慰使之印，非有公事不得擅自回到水西。總兵吳經为之请，准許水西土司在「巡历所部，趣办贡赋」的時候暫時回到水西，宣慰使的印信交由水東土司暫時管理。此後，水西土司遂長期居住在水西。
安貴榮在位期間，撫慰百姓，使水西政清民安。同時重視水西的文教，在各地興辦學宮。當時貴州流官多有壓榨彝族百姓，安貴榮時常直言不諱地抨擊督撫治下不嚴。王守仁被貶謫到龍場驛後，安貴榮慕其名，對其禮遇有加。正德年間，安貴榮因從征香爐山之功，加貴州布政使參政。安貴榮請求裁撤龍場驛，議下兵部，未決。王守仁寫信勸阻，安貴榮主動撤去奏章。
正德八年（1513年），水東土司轄境之內發生叛亂，圍攻水東土司在貴州城洪邊的同知府衙門，又突襲已退位的水東土司宋然的居住地大羊腸，宋然隻身逃脫。安貴榮奉督撫之命前往平亂，解除洪邊之圍後下令撤軍，使叛軍得以喘息。水西與叛軍來往，圖謀吞併水東之地。王守仁作書勸阻，安貴榮率部協助官軍，將叛軍剿滅。叛亂平定後，安貴榮已死。因曾有功，准贖罪，追奪參政職銜。其子安萬鍾繼位。